# Полонський Артур Олександрович
Артур Олександрович Полонський — старший солдат Збройних сил України.

## Нагороди
- Медаль «За військову службу Україні» (2022) — за особисту мужність і самовіддані дії, виявлені у захисті державного суверенітету та територіальної цілісності України, вірність військовій присязі, зразкове виконання службового обов’язку.